# Epagny Metz-Tessy
Epagny-Metz-Tessy é uma comuna francesa na região administrativa da Alta Saboia, região de Auvérnia-Ródano-Alpes. Estende-se por uma área de 12,06 km². Em 2010 a comuna tinha 8 203 habitantes (densidade: 680,2 hab./km²).
A comuna foi estabelecida em 1 de janeiro de 2016 e consiste na fusão das antigas comunas de Épagny e Metz-Tessy.